# En boplads i Østgrønland
En boplads i Østgrønland er en dansk dokumentarfilm fra 1969, der er instrueret af Kaj Mogens Jensen og Jette Bang efter manuskript af Palle Koch. Filmen er baseret på optagelser fra 1961-1962, som Jette Bang efterlod ved sin død i 1964.

## Handling
En dokumentation af levevilkårene i Sermiligaaq, en lille østgrønlandsk fangerboplads, sådan som de former sig i takt med årstidernes skiften og inden for det boplads- og familiefællesskab, som i bogstavligste forstand er livsnødvendigt.